# Endasys transverseareolatus
Endasys transverseareolatus là một loài tò vò trong họ Ichneumonidae.